# Kinzig (Rhein)
Die Kinzig ist ein Fluss in Baden-Württemberg, der den Mittleren Schwarzwald und die Oberrheinische Tiefebene auf einer Länge von 93 km durchfließt. Sie ist mit einer Wasserführung von fast 28 m³/s nicht nur der größte der dem Rhein zufließenden Flüsse des Schwarzwaldes, sondern hat auch mit ihren Nebenflüssen das größte Talsystem des Gebirges geschaffen. Früher galt das Kinzigtal als Grenze zwischen Nord- und Südschwarzwald, seltener auch zwischen Nord- und Mittlerem Schwarzwald. Der regional auch einen Geländeeinschnitt bezeichnende Name des Flusses soll keltischen Ursprungs sein.
Mit der Murg bildete die Kinzig in der Würmeiszeit ein gemeinsames Flusssystem (Kinzig-Murg-Fluss).

## Name
Der Name Kinzig bezeichnet in Urkunden anscheinend neben dem Fluss auch dessen Tal.
- 1099: ad Chinzechun; ad aliam Chinzichun[6]
- 1128: flumen [Fluss] Kinzicha, flumen Kynzichun, ad aliam Kynzicham[7]
- 1539: Künz, Künzlin[8]
- 1543: Küntzgen[9]
- 1560: Kintzg[10]
- 1560: ob den stöcken oder Kintzgen[11]
- 1561: obenn Kintzgen wyse[12]
- 1579: Küntzg[13]
- 1620: Kintzgen[14]
- 1652: Oberkentzgenwüß[15]
- 1654: Köntzig[16]
- 1837: Kinzig[17]

Nach Albrecht Greule steht der Name Kinzig in Zusammenhang mit dem urkeltischen Wort *ku̯anti̯o- für 'flacher Hügel, Tal'. Die Benennung ist demnach nach der umliegenden Berg-/Hügellandschaft erfolgt. Unklar ist das Verhältnis zu dem alemannischen Wort Kinz/Kinzig/Chinz-. Dieses wird im nördlichen Breisgau für schluchtartige Hohlwege im Löß verwendet und tritt im Kanton Bern in Flurnamen auf. Greule vermutet, dass es sich hierbei um eine Deonymisierung des Flussnamens handelt.

## Geographie

### Flussverlauf
Die Kinzig entspringt im waldreichen Nordosten des Mittleren Schwarzwaldes auf der Gemarkung der Gemeinde Loßburg im Landkreis Freudenstadt.
Ihr Tal verläuft zunächst zwischen Buntsandsteinplateaus nahe dem östlichen Gebirgsrand in südliche Richtung. Dabei verlässt sie wenig südlich von Alpirsbach den Landkreis Freudenstadt und streift den Landkreis Rottweil. Der folgende größte Teil ihres Laufes liegt im Ortenaukreis. In der Stadt Schiltach knickt die Kinzig nach Westen ab. Die Hänge des nun stärker gewundenen Tals sind besonders in den unteren, vielfach von Wiesen geprägten Teilen unruhig reliefiert. Bei Hausach wird mit der Einmündung des Gutachtales das Tal breit, eher geradlinig und dicht besiedelt. Es ist hier zwischen Farrenkopf und Brandenkopf über 550 Meter tief eingesenkt und wird nun von vielfältig gegliederten, schmalen Bergkämmen gesäumt. Bei Haslach knickt die Kinzig nach Nordwesten ab, verlässt dann nach weiteren 25 Kilometern bei Offenburg, Höhe Zunsweier, den Schwarzwald und mündet schließlich bei Kehl in den Rhein.
In ihrem oberen Lauf ist die Kinzig ein typischer Gebirgsfluss. Wegen der Hochwassergefahr wurde die Kinzig im breiten mittleren und unteren Laufabschnitt in ein Bett mit Doppeltrapezprofil und hohen Deichen gezwängt. Im Bereich des Doppeltrapezprofiles wurden bereits an mehreren Stellen Renaturierungen durchgeführt, so z. B. unterhalb der Schutter-Mündung, im Bereich der Autobahnbrücke bei Griesheim und an der Erlenbach-Mündung bei Biberach.

Oberlauf der Kinzig bis zur Mündung der Gutach
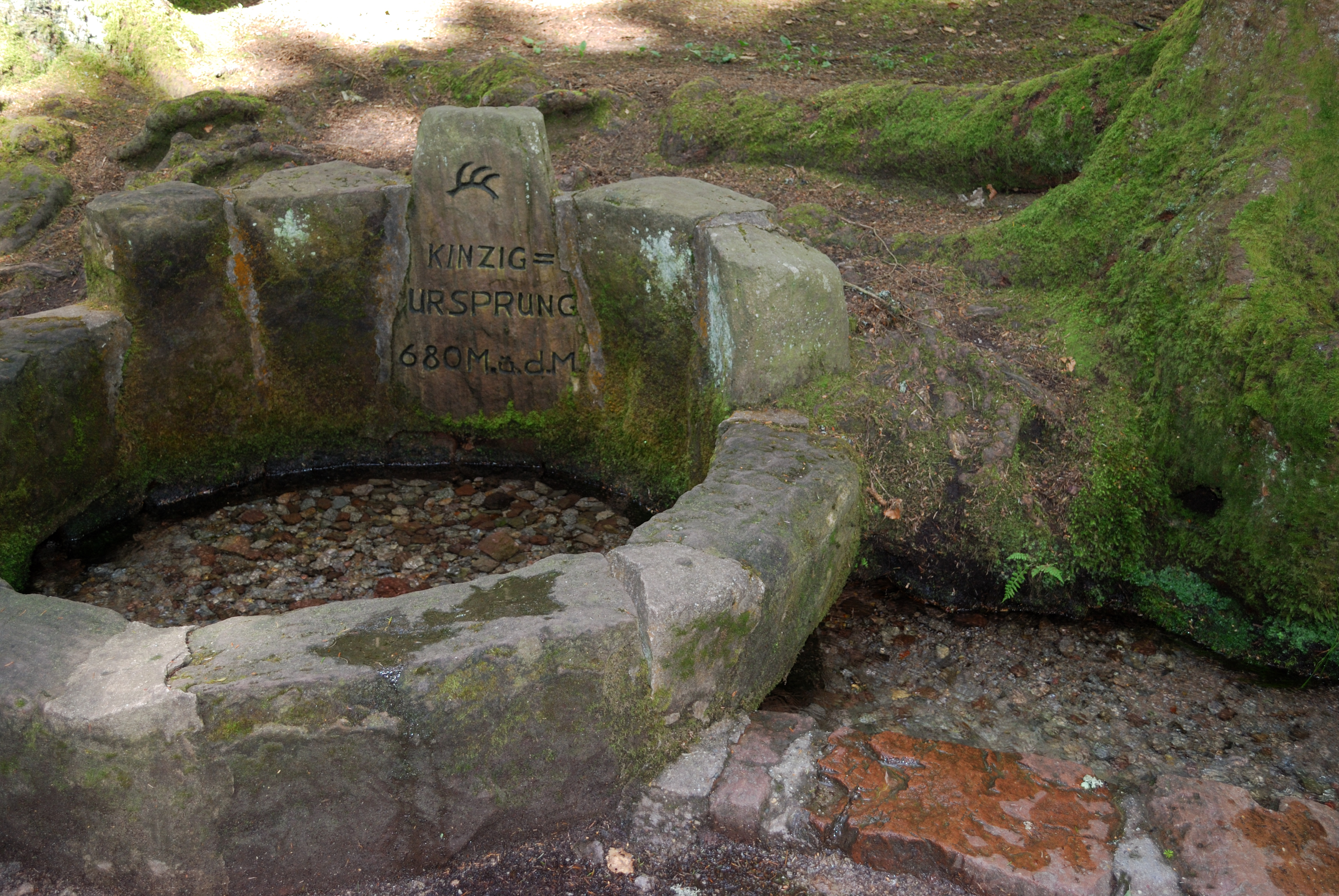
Symbolische Kinzig-Quelle in Loßburg
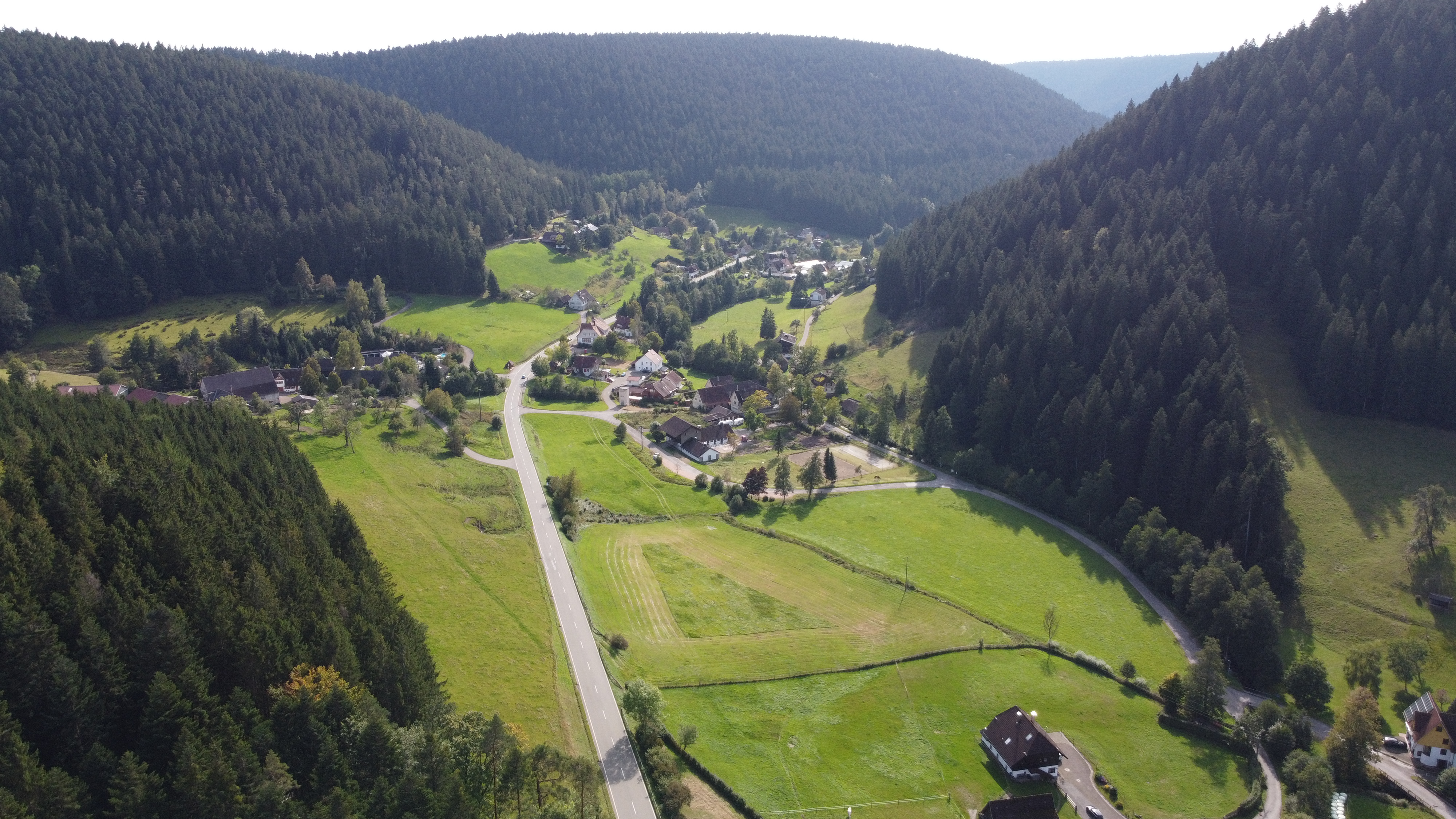
Oberlauf bei Ehlenbogen …
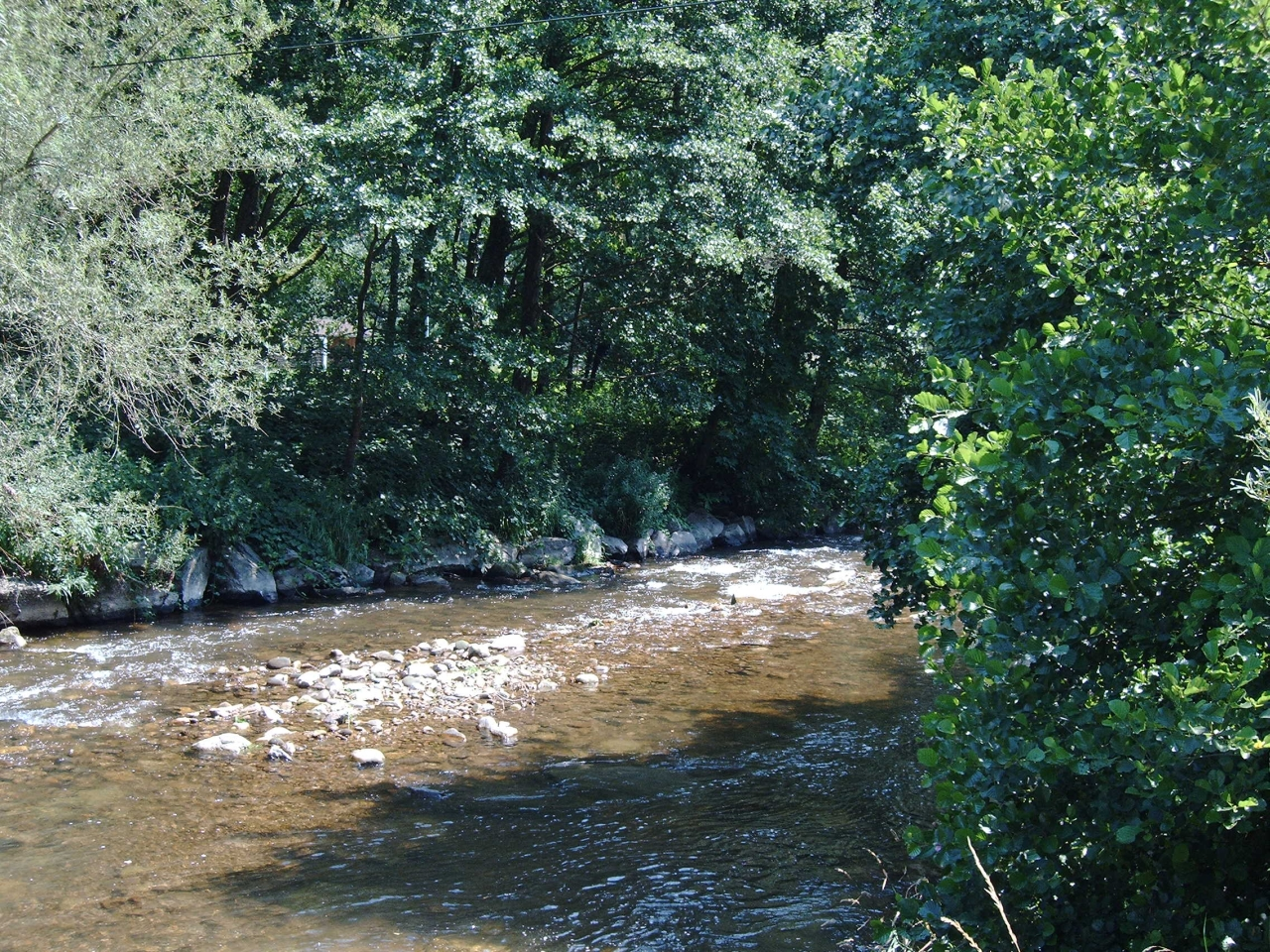
… und bei Schenkenzell
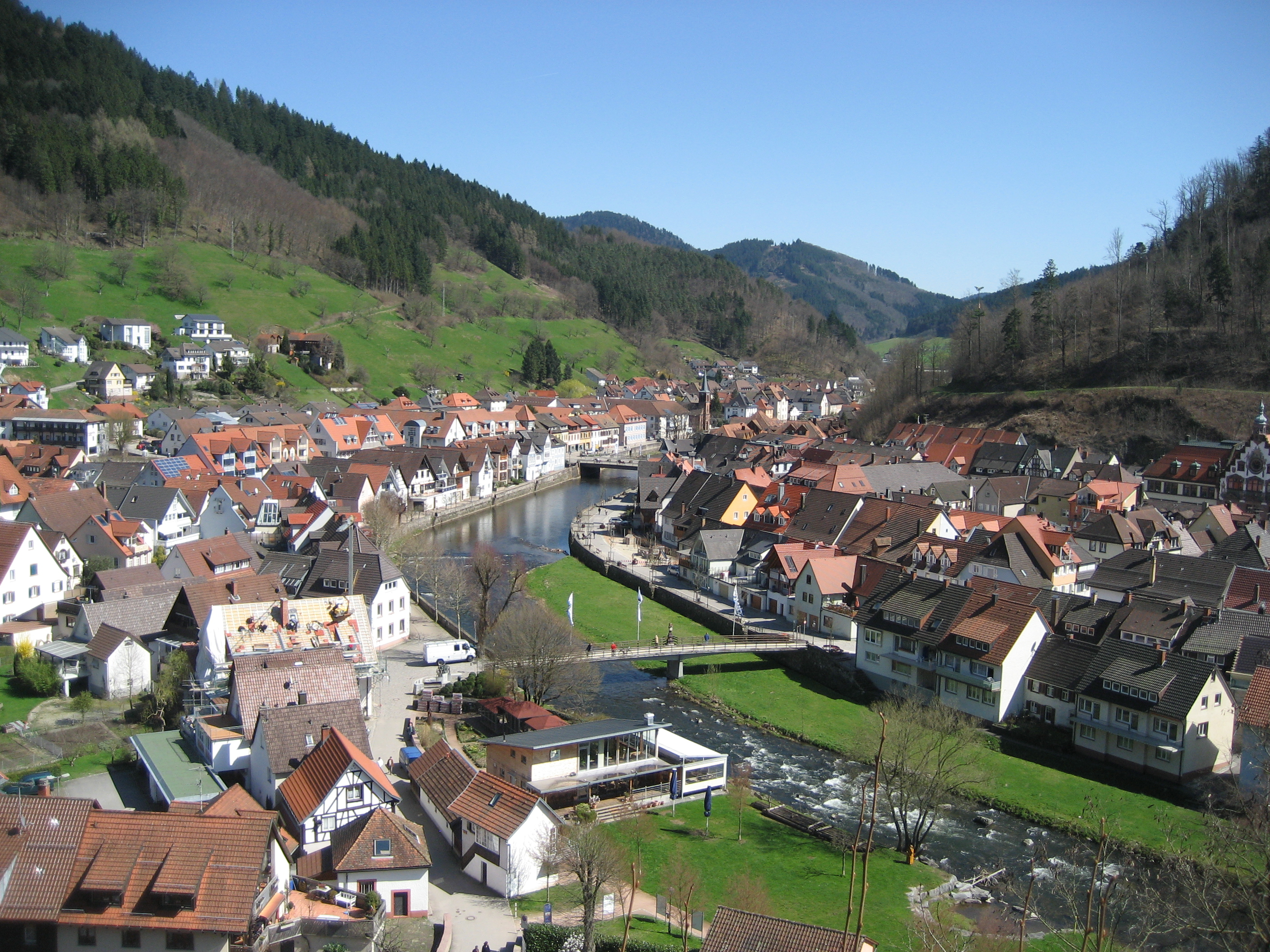
Die Kinzig in der Altstadt von Wolfach

Kanalisierter Mittel- und Unterlauf der Kinzig
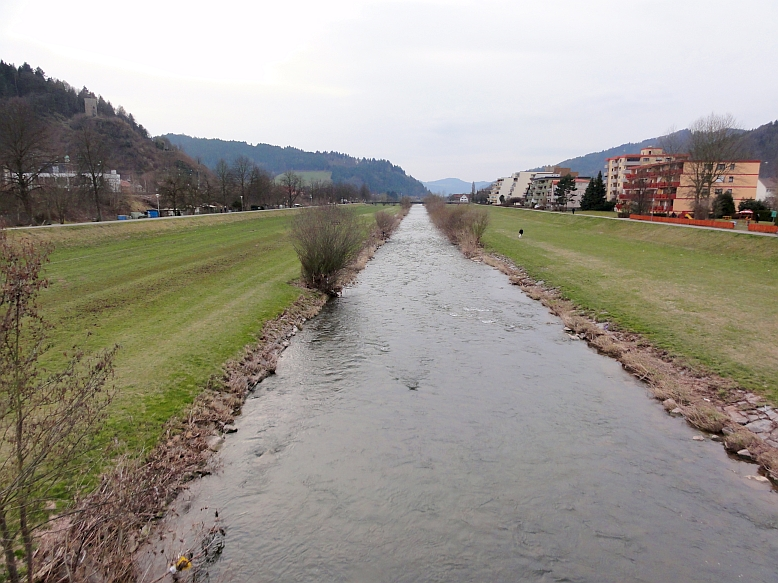
Typisches Doppeltrapezprofil in Hausach …
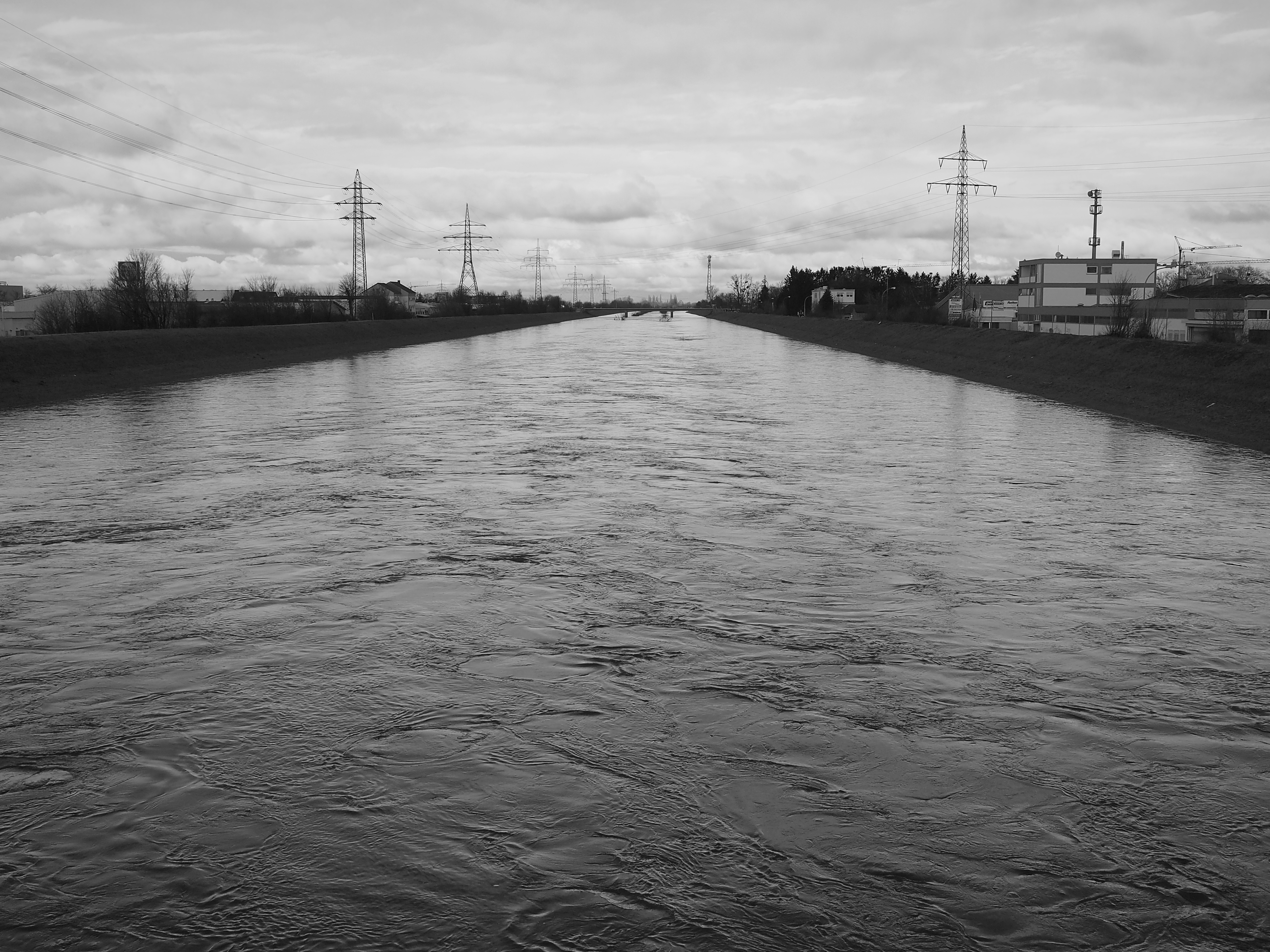
… und in Offenburg, bei Hochwasser
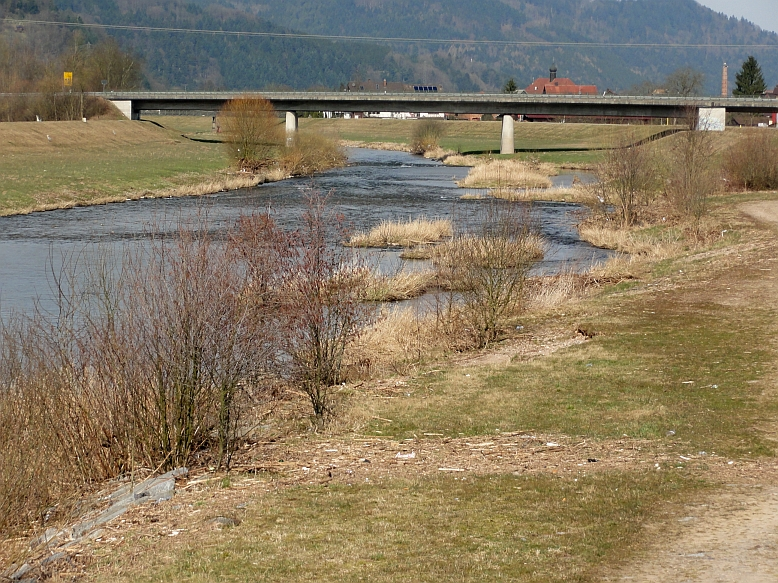
Renaturierte Ufer an der Erlenbachmündung bei Biberach …
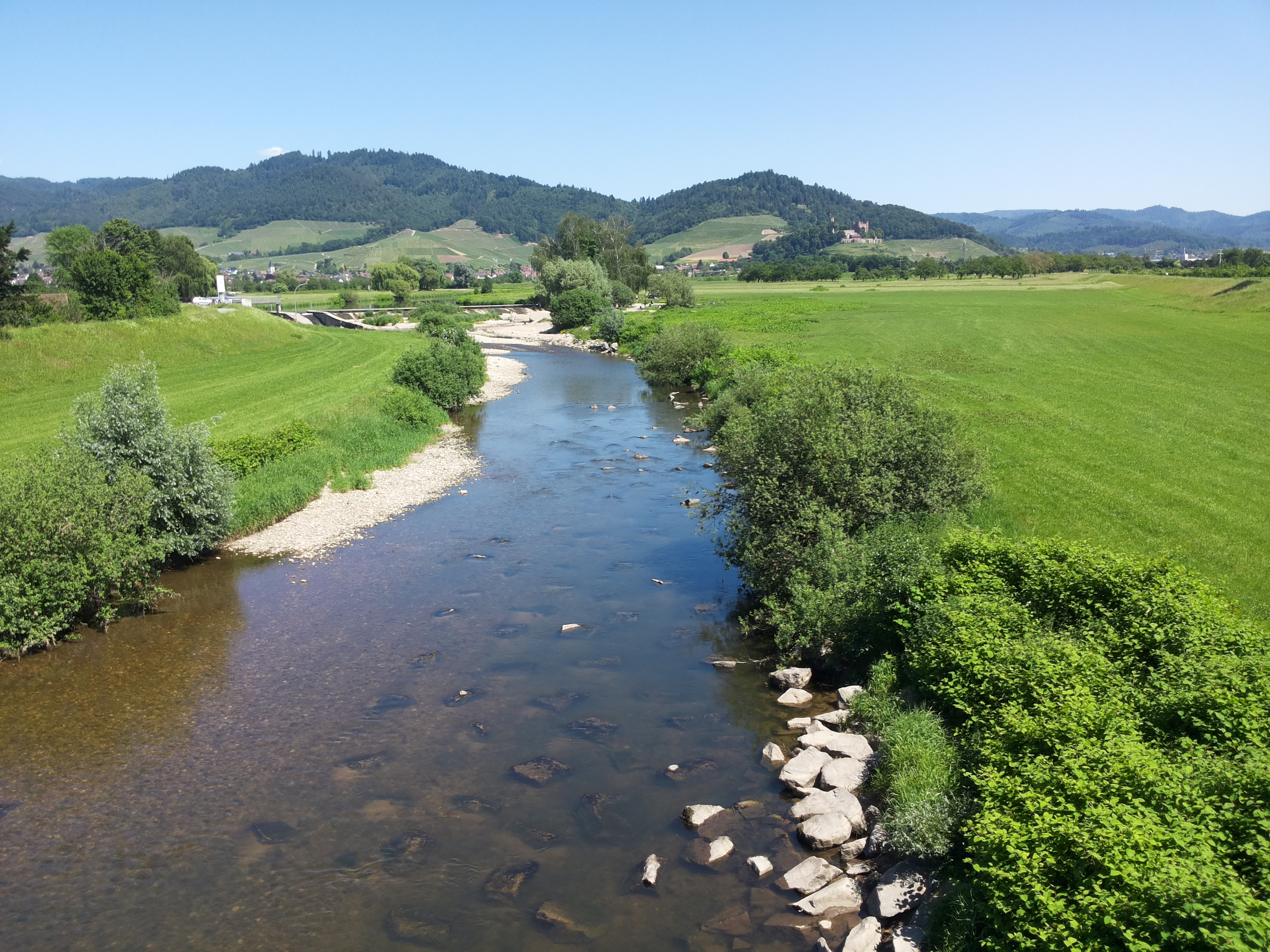
… und am Großen Deich bei Ortenberg

### Nebenflüsse
Im Schwarzwald fließen der Kinzig viele Nebenflüsse zu, darunter mehrere größere mit Längen von 20–30 km, die überwiegend aus nördlichen und südlichen Richtungen die Kinzig erreichen. Eine Länge von über 10 km oder ein Einzugsgebiet von über 50 km² haben (mit Angabe von Länge und Einzugsgebiet):
- Kleine Kinzig, von rechts bei der Schenkenzeller Eisenbahnbrücke, 20,2 km und 62,9 km²; beim Zusammenfluss länger und wasserreicher als die Kinzig
- Schiltach, von links in Schiltach, 29,5 km und 115,8 km²
- Wolf oder Wolfach, von rechts in Wolfach, 30,8 km und 129,6 km²
- Gutach, von links bei Gutach (Schwarzwaldbahn), 29,3 km und 161,5 km²; knapp vor der Wolfach wasserreichster Nebenfluss der Kinzig
- Mühlenbach von links in Haslach, 9,4 km und 54,9 km²
- Mühlbach oder Welschensteinacher Bach, von links bei Steinach, 10,5 km und 24,9 km²
- Erlenbach, von rechts bei Biberach, 18,9 km (zusammen mit dem etwas größeren linken Harmersbach seiner beiden viel längeren Oberläufe Harmersbach und Nordrach) und 102,9 km²
- Schutter, von links in der Oberrheinebene bei Kehl, 56,8 km und 338,2 km²; weitaus längster Nebenfluss, erreicht die Kinzig erst kurz vor deren Mündung.

### Orte an der Kinzig
(in Fließrichtung)
im Landkreis Freudenstadt:
- Loßburg
- Alpirsbach-Ehlenbogen
- Alpirsbach

im Landkreis Rottweil:
- Schenkenzell
- Schiltach
- Schiltach-Lehengericht

im Ortenaukreis:
- Wolfach-Kinzigtal
- Wolfach
- Wolfach-Kirnbach
- Hausach
- Fischerbach
- Haslach im Kinzigtal
- Steinach
- Biberach (Baden)
- Gengenbach
- Berghaupten
- Ohlsbach
- Ortenberg (Baden)
- Offenburg
- Willstätt
- Kehl

## Flora und Fauna

### Vegetation
Das Kinzigtal hat die am tiefsten liegende Talsohle im inneren Schwarzwald. Im vorderen Kinzigtal liegen die Orte auf unter 200 Meter über NN. Das Klima im Kinzigtal ist daher milder als in den meisten anderen Gegenden des Schwarzwaldes. Im vorderen Kinzigtal wird Obst und Wein erzeugt; die Weinbauorte Gengenbach, Ortenberg und Ohlsbach werden zum Teil von der Badischen Weinstraße berührt. Die Tallandschaft um die Kinzig ergrünt im Frühjahr wesentlich früher als die umgebenden Landschaften des Schwarzwaldes.

### Tierwelt
Seit dem Jahr 2002 versucht man, Lachse in der Kinzig durch Aussetzen von Junglachsen und Beseitigung von Hindernissen wiederanzusiedeln. Anfang 2005 wurde dann nach 50 Jahren erstmals wieder Lachslaich in einem baden-württembergischen Fluss gefunden.
2011 konnte man das Laichspiel der Lachse bei Willstätt in der Kinzig für mehrere Tage beobachten.
Folgende Fischarten können in der Kinzig mittlerweile wieder angetroffen werden:

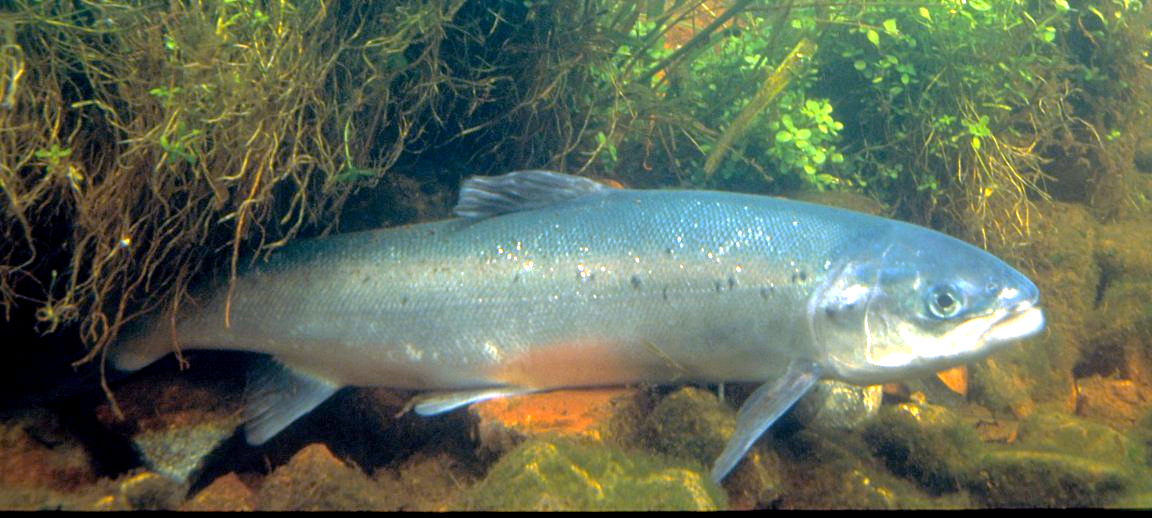
Atlantischer Lachs

- Atlantischer Lachs
- Regenbogenforelle
- Bachforelle
- Barbe
- Döbel
- Schmerle
- Aal
- Hasel
- Elritze
- Bachsaibling
- Äsche
- Rotauge
- Rotfeder
- Schneider
- Bachneunauge
- Gründling

## Zur Bedeutung als Verkehrs- und Handelsweg

### Flößerhandwerk
Die Kinzig hatte in früheren Zeiten große Bedeutung für die Flößerei. Die früheste Erwähnung dieses Handwerkes auf der Kinzig stammt aus dem Jahre 1339. Die Flößerstädte Wolfach und Schiltach unterhielten eigene Floßgesellschaften, die die Flößerei bis zum Rhein und weiter bis nach Holland organisierten, die sogenannten Schifferschaften. Sie erhielten von den jeweiligen Landesherren das alleinige Recht zum Holzexport – ein lukratives Geschäft, das den Städten zu Wohlstand verhalf. Sebastian Münster schreibt in seiner Cosmographia universalis: „Das volck so bey der Kyntzig wohnet, besonders umb Wolfach ernehret sich mit großen Bawhöltzern, die sie durch das Wasser Kyntzig gen Straßburg in den Rhein flötzen und groß Gelt jährlich erobern“. Ihre Blütezeit erlebte die Flößerei auf der Kinzig im 15. und 16. Jahrhundert und dann nochmals im 18. Jahrhundert, als der Holzbedarf rapide anstieg, weil die Niederlande und England begannen, ihre mächtigen Kriegs- und Handelsflotten aufzubauen. Mit den Möglichkeiten der neu eingeführten Eisenbahn konnte man aber nicht mithalten, und so fuhr das letzte aus Handelsgründen gebaute Floß 1896 auf der Kinzig. Noch heute erinnern Flößerfeste, Flößermuseen in Gengenbach, Wolfach und Schiltach, sowie zahlreiche technische Anlagen wie Stauwehre an diese Zeit.

Flößertradition im Kinzigtal
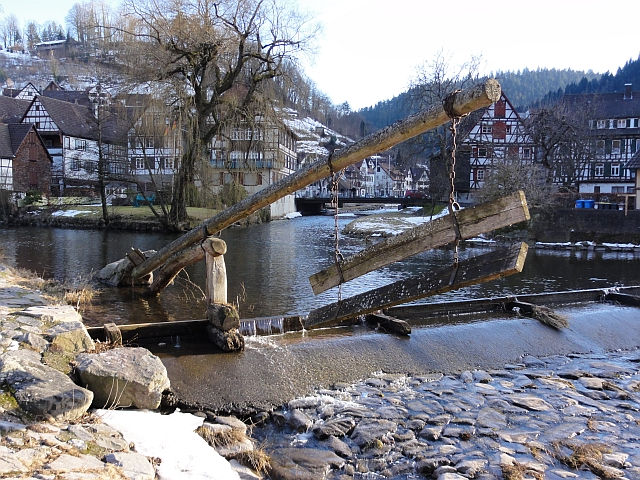
Schwallungswehr (Gamber) in Schiltach
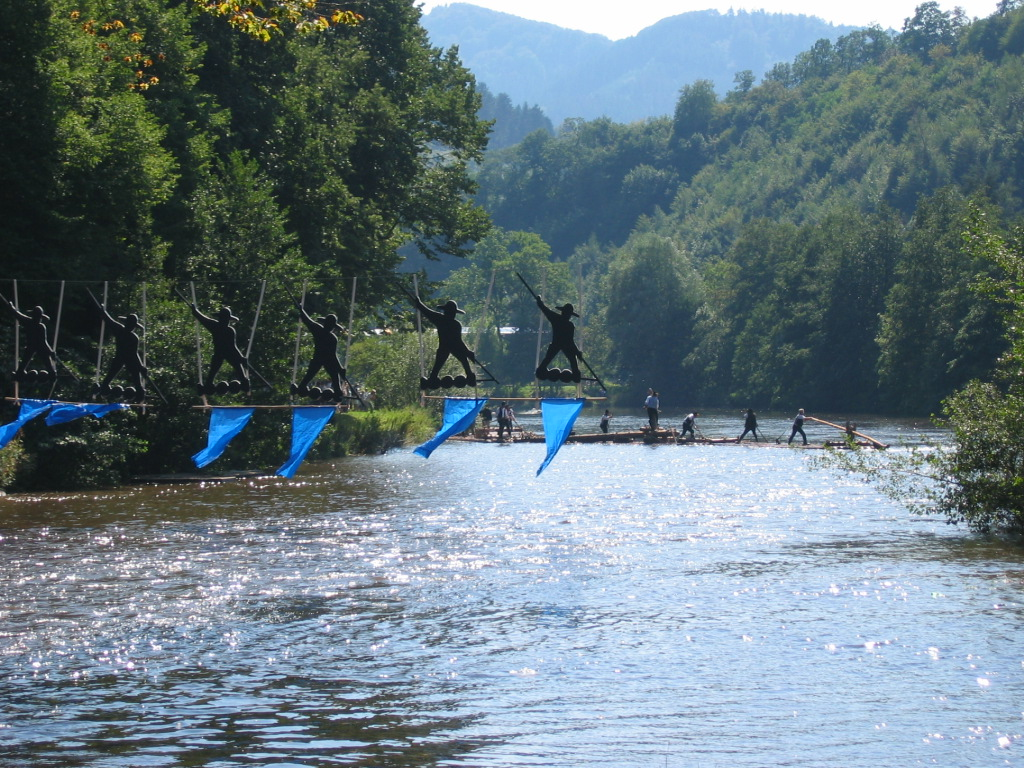
Flößerfest im Sommer 2004 in Wolfach
Flößer am Großen Deich bei Elgersweier

In Schiltach und Wolfach halten Flößervereine mit ihrem Wirken die Erinnerung an die Flößerei wach und sorgen dafür, dass die Technik des Floßbaus der Nachwelt erhalten bleibt.

### Die historische Römerstraße

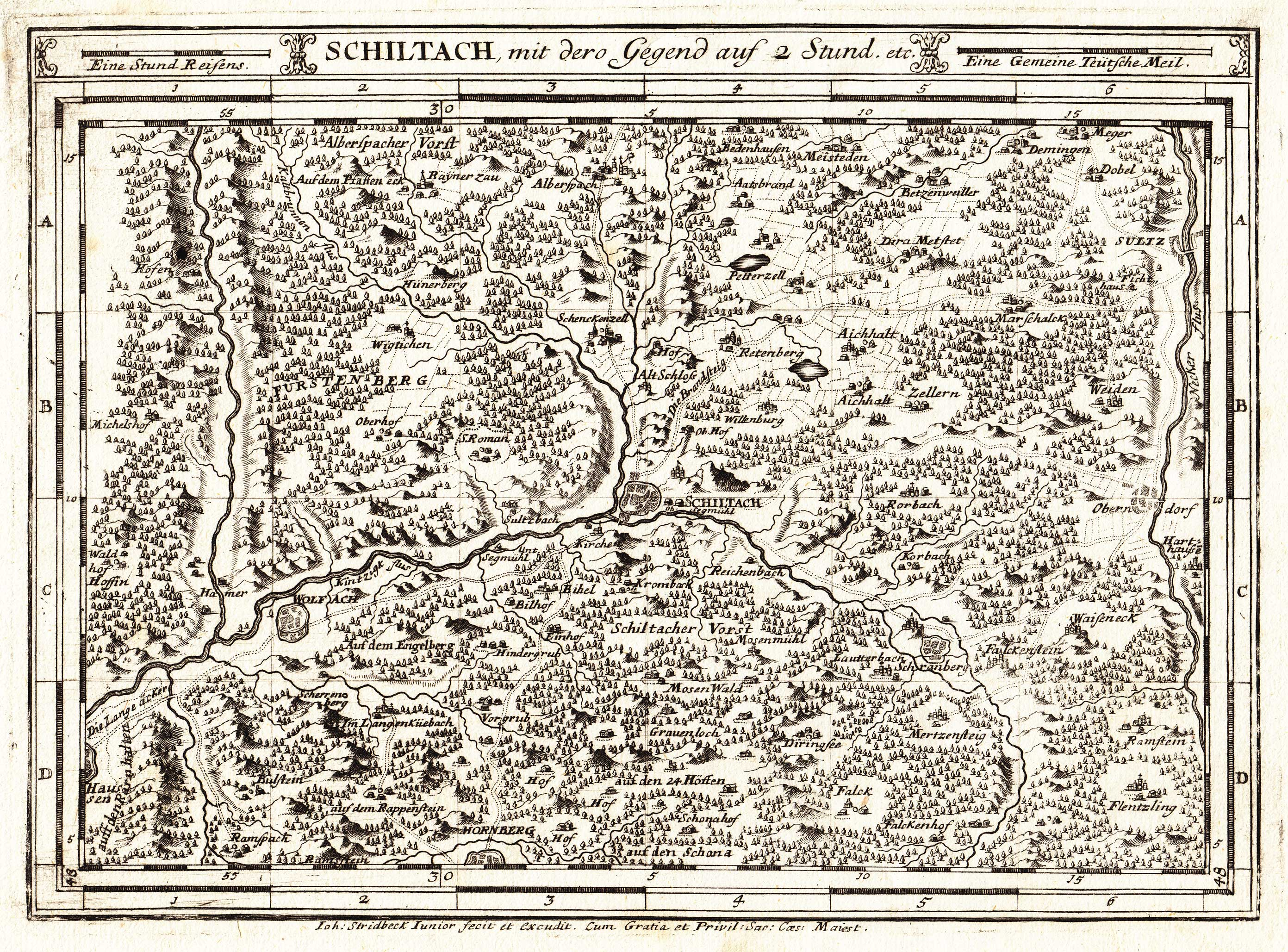
Eine alte Reisekarte des oberen Kinzigtals. Um 1716.

Die Breite, die Länge und der günstige Ost-West-Verlauf im mittleren und unteren Tal machen das Kinzigtal wichtig für die Verkehrsführung. So unterhielten bereits die Römer eine Straße, die das Tal durchzog: Die Kinzigtalstraße ist eine römische Militärstraße und wurde unter dem römischen Kaiser Vespasian in den Jahren 73/74 von Offenburg durch das Kinzigtal zum gleichzeitig gegründeten römischen Rottweil (Arae Flaviae) und weiter nach Tuttlingen gebaut. Sie sollte hauptsächlich eine kürzere strategische Verbindung von Mainz nach Augsburg schaffen, die bis dahin nur auf längerer Strecke über das Rheinknie bei Basel lief. Während des Bataveraufstandes im Jahre 69/70 hatte sich dieser Umweg als Problem erwiesen.
Im Zuge des Baus dieser Straße wurden mehrere Kastelle angelegt, neben Rottweil die Lager in Offenburg, Offenburg-Rammersweier, Kastell Offenburg-Zunsweier, Kastell Waldmössingen, Kastell Sulz, Kastell Geislingen/Häsenbühl, sowie – als Teil des Alblimes – die Kastelle in Frittlingen, Kastell Lautlingen und Kastell Burladingen. Das Lager Burladingen lag als einzige dieser Anlagen auf rätischem Gebiet, die anderen Kastelle waren obergermanisch. Die überraschende Entdeckung des Kastells in Frittlingen im Jahre 1992 nur wenige Kilometer südöstlich von Rottweil belegt, dass der Bau der Kinzigtalstraße mit einem dichten Netz an Militärposten intensiv abgesichert wurde. Die Vermutung, dass auch im Kinzigtal selbst mindestens ein weiteres römisches Kastell gelegen habe, hat dadurch neue Plausibilität erhalten. Bis dahin stützte sie sich nur auf die große Entfernung zwischen den Kastellen in Offenburg und Waldmössingen, die ein oder zwei weitere, bislang unentdeckte Kastelle vermuten ließ.
Auch in Rottenburg ([lat.] sumelocenna) wird ein römisches Kastell des späten 1. Jahrhunderts vermutet; ob es schon 73/74 entstand oder erst um 98 n. Chr., ist unbekannt.
Ungefähr zeitgleich mit dem Bau der Kinzigtalstraße entstanden auch weiter nördlich römische Forts östlich des Rheins, so in Frankfurt (?), Frankfurt-Heddernheim, Okarben, Groß-Gerau, Gernsheim (?), Ladenburg (Lopodunum), Heidelberg und Baden-Baden (Aquae). Ob es sich dabei eher um einzelne Vorposten handelt oder ob die Grenze des römischen Reichs zwischen ca. 73 und 98 n. Chr. schon generell entlang einer fest definierten Linie östlich des Rheins verlief, ist bislang unklar.
Vermutlich ab dem Jahre 98 wurde dann das heutige Südwestdeutschland bis zum Odenwald und zum Neckar römisch. Die Verbindung Mainz-Augsburg verkürzte sich dadurch weiter und die Kinzigtalstraße verlor ihre überregionale Bedeutung.

### Verkehr (heute)
Heute führt die Bundesstraße 33 ab Offenburg parallel zur Kinzig. Im oberen Tal zweigt sie ab und folgt der Gutach in Richtung Villingen-Schwenningen. Ab Hausach führt die Bundesstraße 294 entlang der oberen Kinzig in Richtung Freudenstadt.
Die weitgehend auch touristisch interessanten Orte und Städte des Kinzigtales sind heute größtenteils durch Umgehungsstraßen und Tunnels vom Durchgangsverkehr befreit, die Fahrt durchs Tal hält dank der Umgehungen nicht mehr auf.
Auch die Eisenbahn nutzt die natürliche Verkehrsachse des Tales. Die Schwarzwaldbahn führt von Offenburg bis nach Hausach; dort knickt sie ins Gutachtal ab und läuft dann weiter nach Konstanz am Bodensee. Durchs obere Kinzigtal verlaufen die Bahnstrecke Hausach–Schiltach und die Bahnstrecke Eutingen im Gäu–Schiltach.
Von Freudenstadt bis Offenburg führt auf ca. 91 km der Kinzigtal-Radweg.

## Burgen, Klöster und Schlösser an der Kinzig

Burgen, Klöster und Schlösser
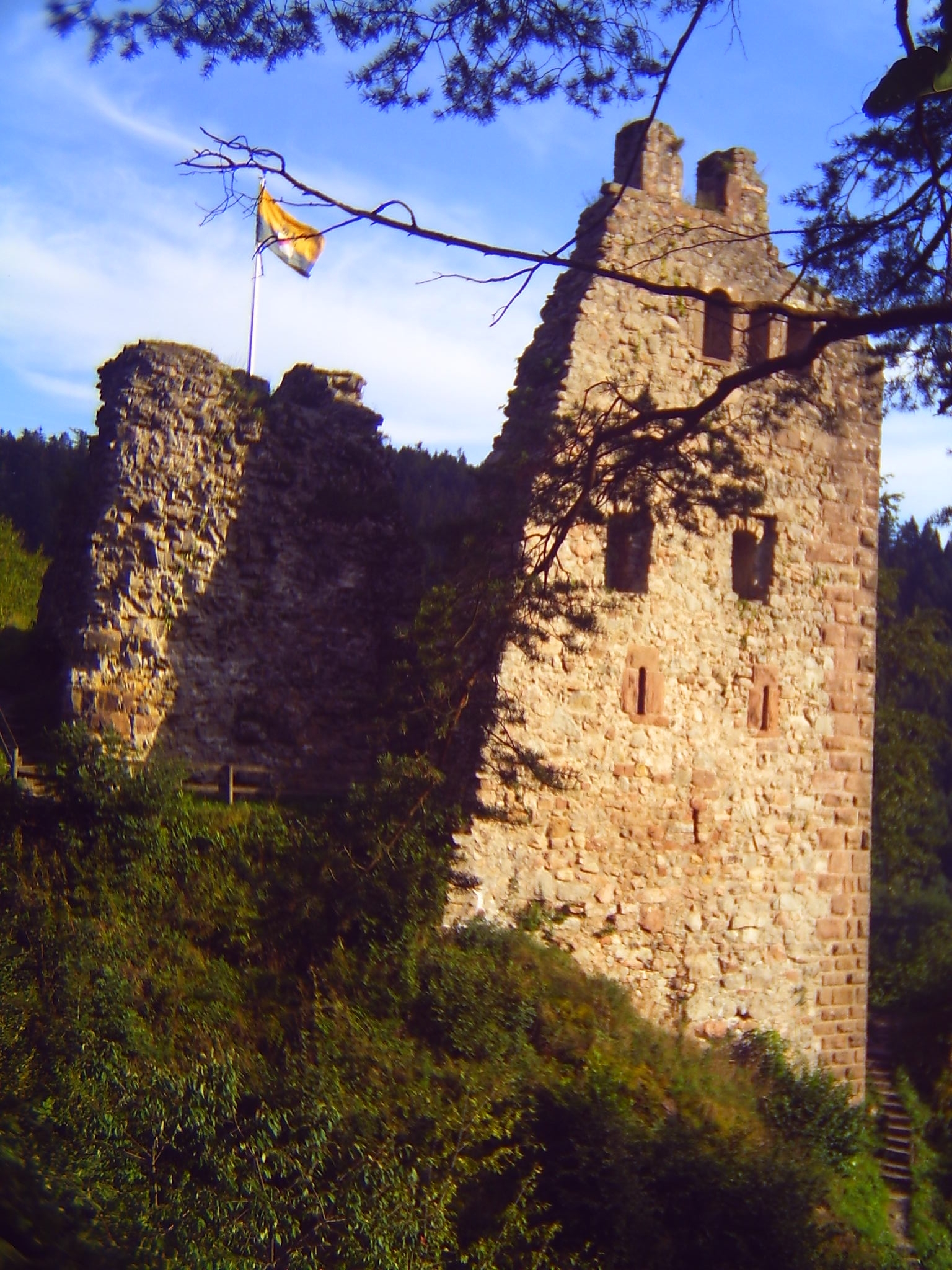
Schenkenburg bei Schenkenzell
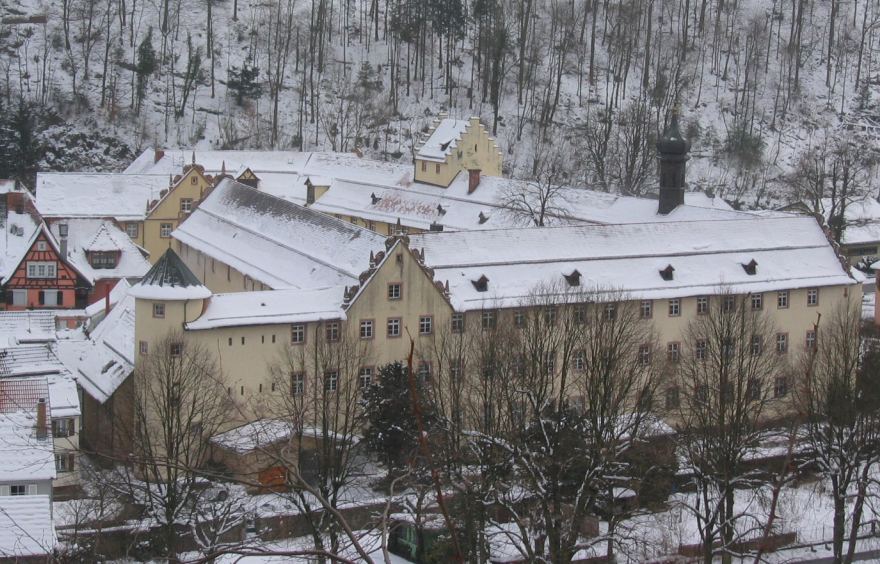
Schloss Wolfach
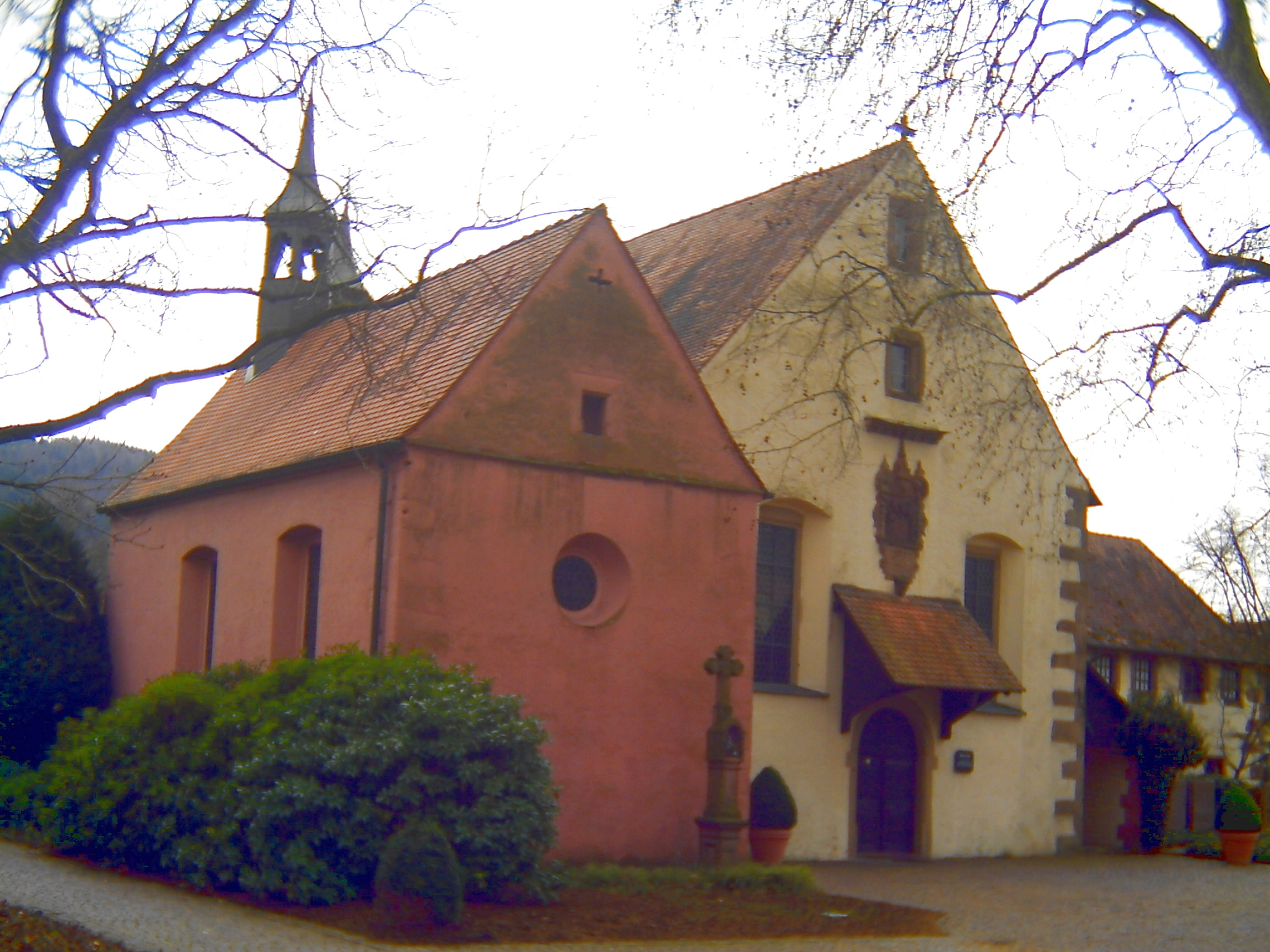
Klosterkirche und Lorettokapelle des Kapuzinerklosters in Haslach, Februar 2006
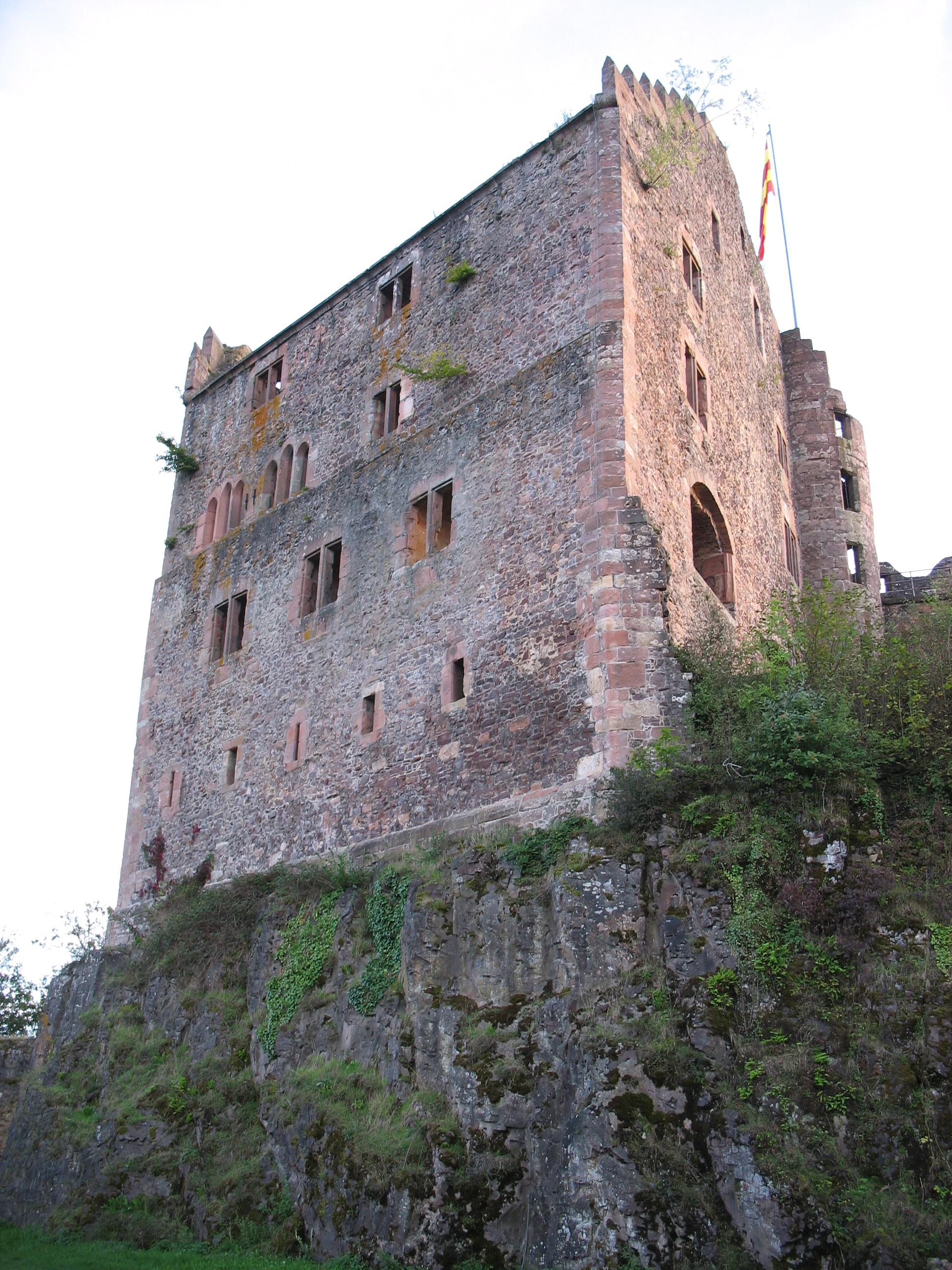
Ruine Hohengeroldseck
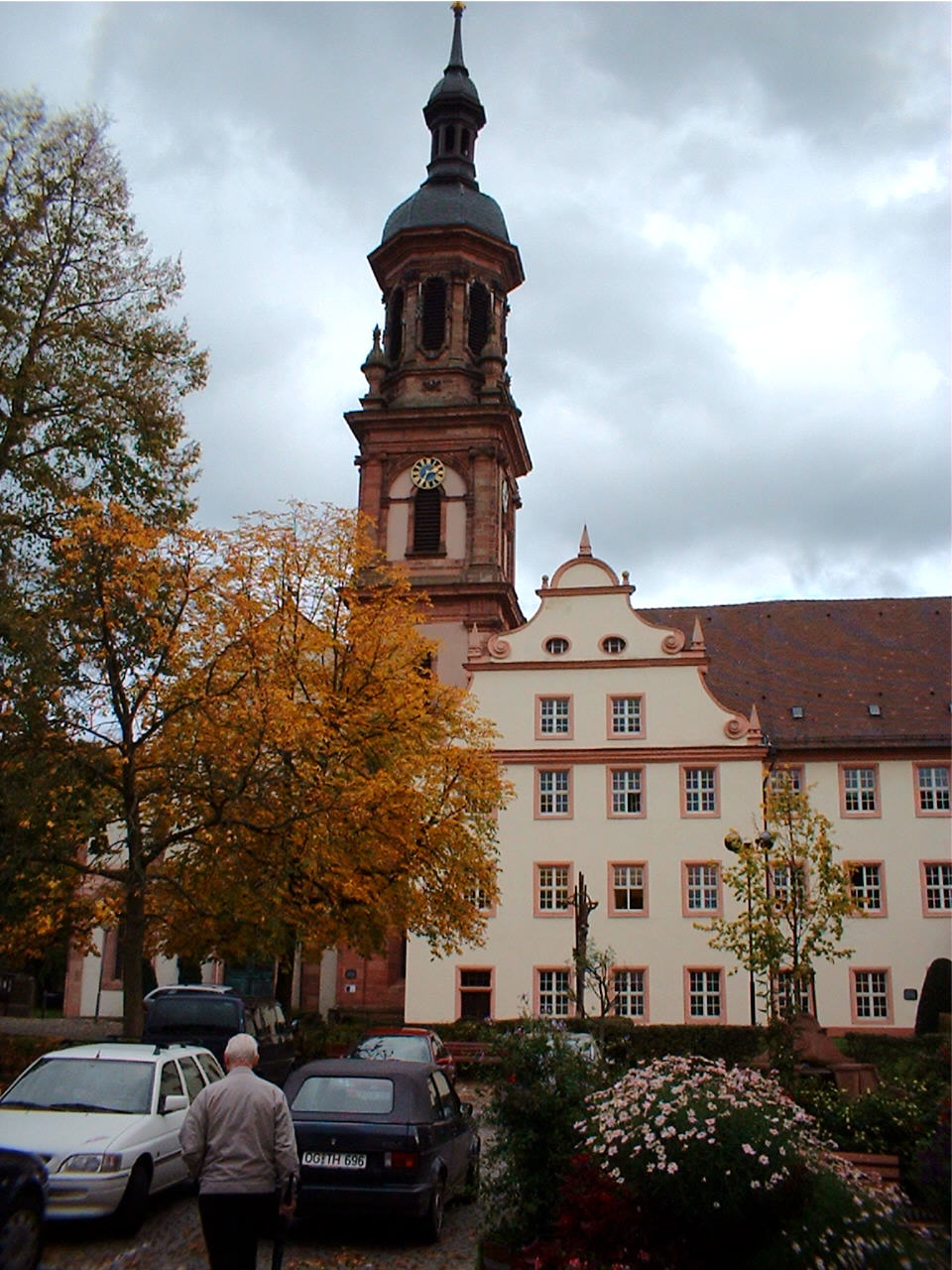
Kloster Gengenbach
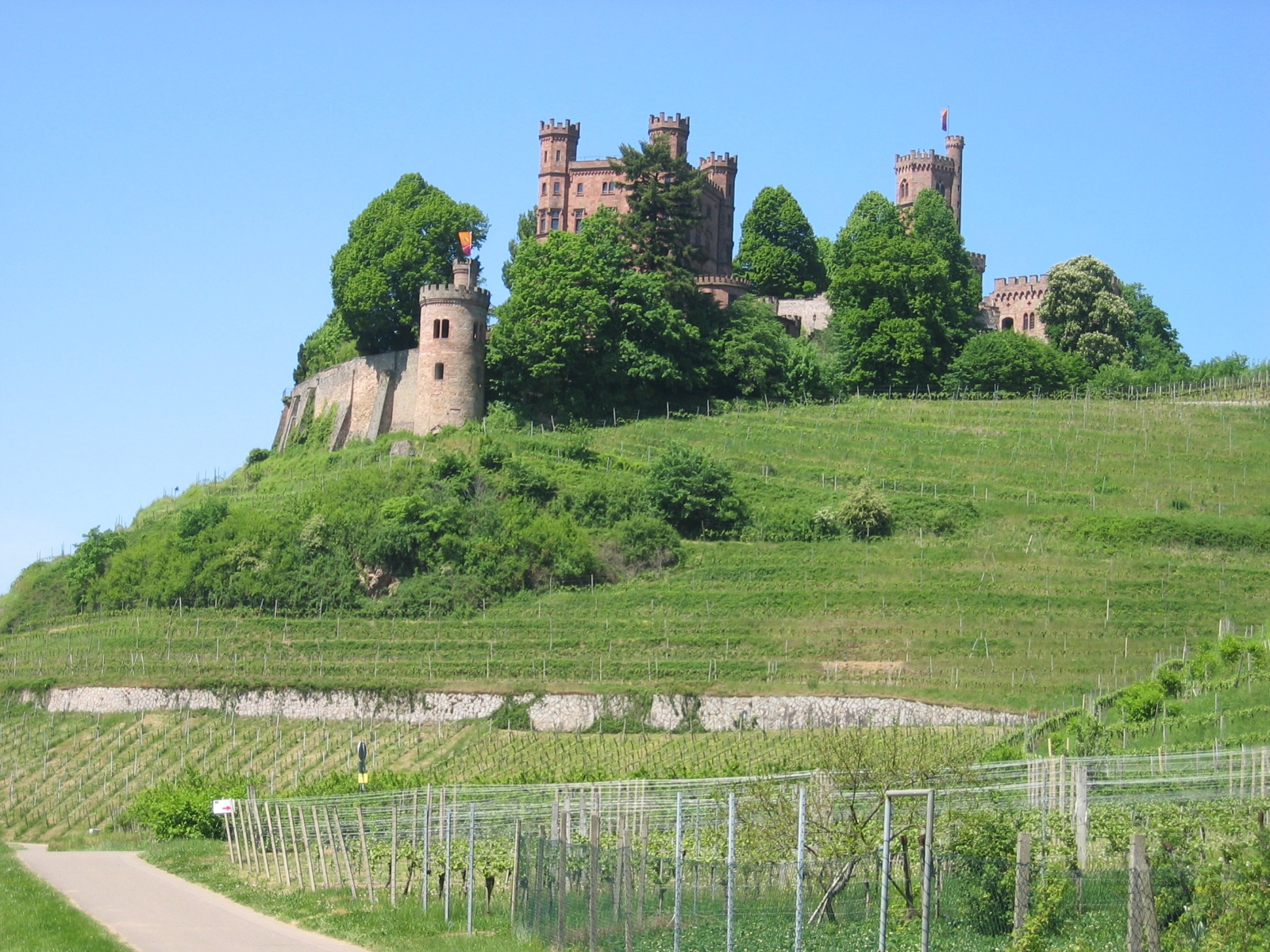
Schloss Ortenberg im Mai 2008

- Kloster Alpirsbach, Alpirsbach
- Schenkenburg, Schenkenzell
- Burg Schiltach, Schiltach
- Willenburg, Schiltach
- Schloss Wolfach, Wolfach
- Burg Husen, Hausach
- Kapuzinerkloster Haslach, Haslach
- Burg Hohengeroldseck, zwischen Seelbach und Biberach (Baden)
- Kloster Gengenbach, Gengenbach
- Schloss Ortenberg, Ortenberg (Baden)